# Arafundi jezik
Arafundi (ISO 639-3: arf), nekadašnji jezik porodice ramu, danas podijeljen na tri individualna jezika: andai [afd]; nanubae [afk]; tapei [afp], čijim imenom se danas označava papuanska jezična porodica s rijeke Arafundi u provinciji East Sepik u Papui Novoj Gvineji.
733 govornika (1981 Wurm and Hattori)

## Vanjske poveznice
- Ethnologue (14th)
- Ethnologue (15th)